# Канадские прерии

Канадские прерии на карте Канады

Кана́дские пре́рии (англ. Canadian Prairies, фр. Prairies canadiennes) — крупная область плоских осадочных земель, протянувшаяся на Канадском Западе от Канадского щита на востоке до Скалистых гор. Канадские прерии — один из исключительно важных сельскохозяйственных регионов в мире; для его южной части характерно разведение пшеницы, также развито скотоводство, особенно в провинции Альберта. Прерии также покрывают часть северо-востока Британской Колумбии, хотя сама провинция традиционно не включается в район Прерий.

## География
Канадские прерии — канадская часть Великих равнин — охватывают большую часть провинций Альберта, Саскачеван и юго-западную Манитобу (иногда в собирательном значении называемых АЛЬСАМА — от АЛЬберта, САскачеван, МАнитоба, — а также Провинции Прерий или просто Прерии). Их площадь — 1 960 681 км², а численность жителей — 5 406 908 (2006). Климат - континентальный сухой.
Географическое единство Прерий связано с единой геологической моделью этих трёх провинций. Присутствует также определённое культурное единство этих трёх провинций.
Для прерий Манитобы нередки хвойные леса. Прерии Саскачевана раньше были заняты высокими травами, теперь они большей частью засеяны пшеницей, как и Прерии провинции Альберта.

## Современное развитие
Отдельные районы Канадских прерий очень быстро развивались во время бума в нефтяной промышленности во второй половине XX века. В Альберте численность населения достигла рекордных отметок (второе место, уступив только провинции Онтарио), а в Манитобе резко выросло число иммигрантов.

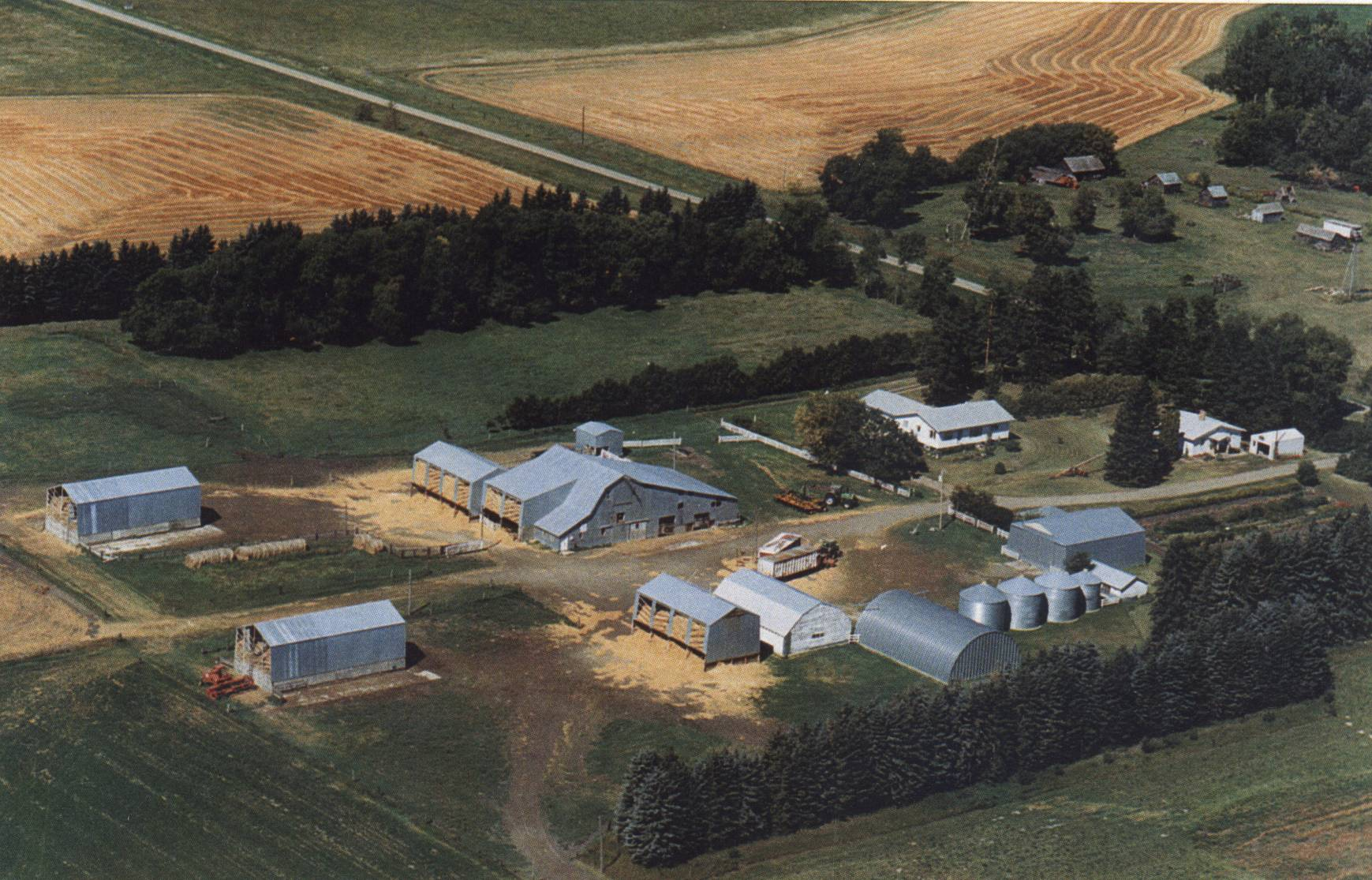
Типичная ферма в Прериях

## Экономика
Основная отрасль промышленности — сельскохозяйственная (производство пшеницы, ячменя, канолы, капусты, овса) и животноводческая. Также, в районе Прерий есть запасы полезных ископаемых, например, нефть (Форт-Мак-Марри, Альберта). Второстепенные по значению отрасли промышленности — нефтепереработка и переработка сельскохозяйственного сырья.

## Современные проблемы
Из-за вырубки лесов почва прерий впитывает воду меньше, что приводит к наводнениям. Сведение лесов ведёт также к выветриванию почвы, к негативным последствиям для сельского хозяйства и для природы в целом.